# John Big Tree

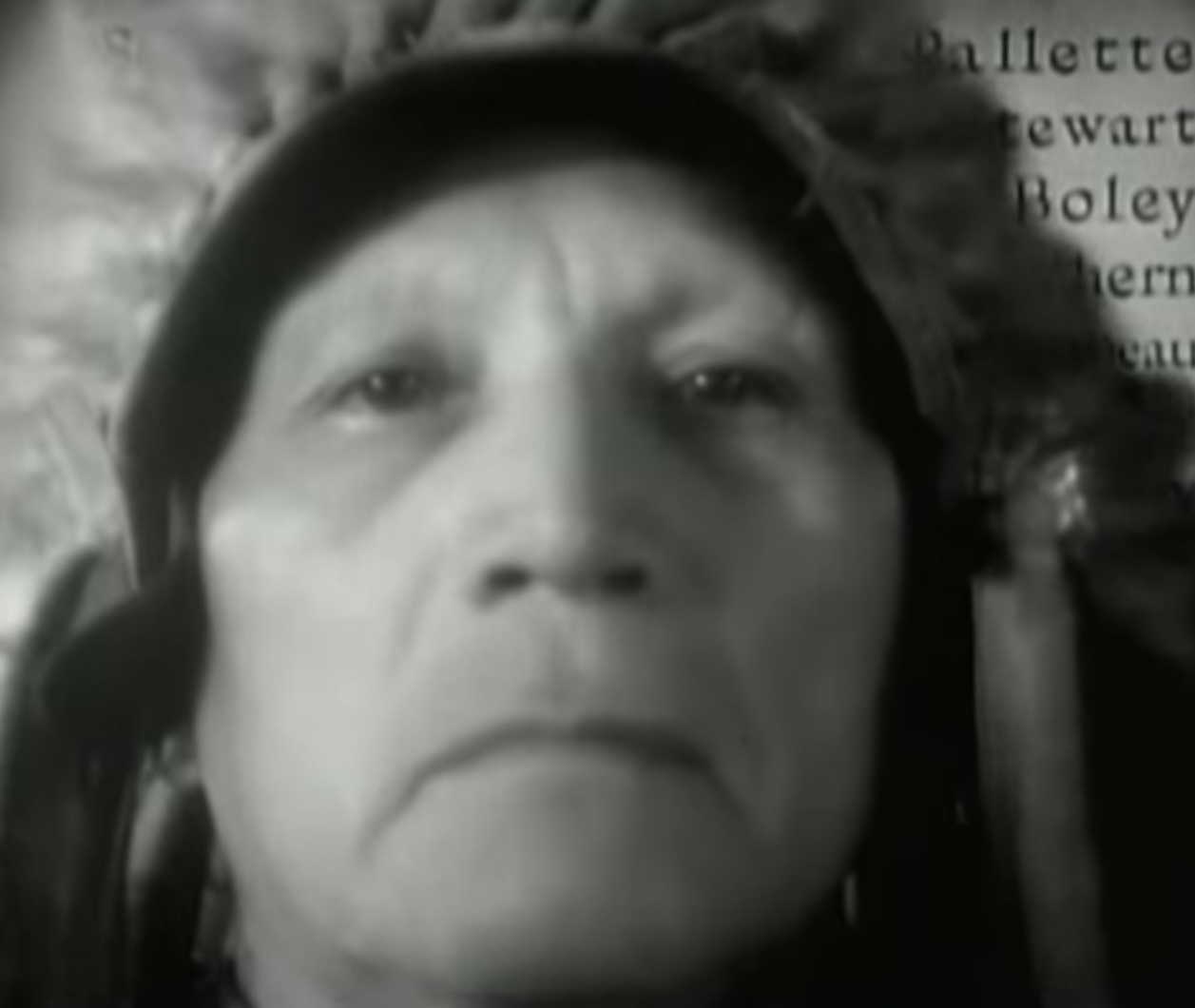
John Big Tree in „Fighting Caravans“

Häuptling John Big Tree, geboren als Isaac Johnny John (* 2. Juni 1877 in Michigan; † 6. Juli 1967 in der Onondaga Indian Reservation) war ein US-amerikanischer Schauspieler und Mitglied der Seneca Nation of New York.

## Leben
Im Jahr 1915 arbeitete John erstmals als Schauspieler bei der Produktion des Films Author! Author! mit. Bereits bei der Produktion des nächsten Films The Cactus Blossom legte er sich den Künstlernamen Häuptling John Big Tree zu.
Es folgten zahlreiche Produktionen, bei denen er mitwirkte. Unter anderem war er auch in den Filmen Der große Treck (1930) und Fighting Caravans (1931) aus der Lone-Star-Serie zu sehen. 1939 traf er auf Shirley Temple bei der Produktion des Films Fräulein Winnetou, wo er an ihrer Seite einen Indianerhäuptling spielte.
Zu seinen wichtigsten Filmauftritten gehört die Rolle des Häuptlings Pony That Walks in dem Film Der Teufelshauptmann (1949), der zugleich sein vorletzter Film wurde. Mit dem Film Fluch des Blutes aus dem Jahr 1950 verabschiedete er sich vom Filmgeschäft.
Dem Bildhauer James Earle Fraser soll er einst für den „Indian Head Nickel“ Modell gestanden haben.
Im Jahr 1964 war er auf dem Cover des Esquire zu sehen.

## Filmografie (Auswahl)
- 1915: Author! Author!
- 1915: The Cactus Blossom
- 1917: The Spirit of '76 (verschollen)
- 1924: Das eiserne Pferd (The Iron Horse)
- 1926: The Frontier Trail
- 1927: Winners of the Wilderness
- 1930: Der große Treck (The Big Trail)
- 1931: Fighting Caravans
- 1939: Fräulein Winnetou (Susannah of the Mounties)
- 1939: Trommeln am Mohawk (Drums along the Mowhawk)
- 1939: Ringo (Stagecoach)
- 1941: Überfall der Ogalalla (Western Union)
- 1949: Der Teufelshauptmann (She Wore a Yellow Ribbon)
- 1950: Fluch des Blutes (Devil’s Doorway)